# Rio Jaguari (vattendrag i Brasilien, lat -22,68, long -47,28)
Rio Jaguari är ett vattendrag i Brasilien. Det ligger i den sydöstra delen av landet, 800 km söder om huvudstaden Brasília. Rio Jaguari ligger vid sjön Represa do Salto Grande.
Omgivningen kring Rio Jaguari är i huvudsak tätbebyggd och tätbefolkat, med 659 invånare per kvadratkilometer.